# Benjamin Kleibrink
Benjamin Philip Kleibrink (Düsseldorf, 30 luglio 1985) è uno schermidore tedesco, specializzato nel fioretto, vincitore di una medaglia d'oro nella scherma ai giochi olimpici.

## Palmarès
In carriera ha conseguito i seguenti risultati:
- Giochi olimpici:

Pechino 2008: oro nel fioretto individuale.
Londra 2012: bronzo nel fioretto a squadre.
- Mondiali di scherma

Lipsia 2005: bronzo nel fioretto a squadre.
Torino 2006: argento nel fioretto a squadre.
San Pietroburgo 2007: argento nel fioretto a squadre e bronzo individuale.
Pechino 2008: argento nel fioretto a squadre.
Antalia 2009: argento nel fioretto a squadre.
Catania 2011: bronzo nel fioretto a squadre.
- Europei di scherma

Smirne 2006: bronzo nel fioretto individuale.
Gand 2007: oro nel fioretto a squadre e argento individuale.
Plovdiv 2009: bronzo nel fioretto a squadre.
Legnano 2012: argento nel fioretto individuale e bronzo a squadre.
Düsseldorf 2019: argento nel fioretto a squadre.